# Phryxe
Phryxe – rodzaj muchówek z rodziny rączycowatych (Tachinidae).

## Wybrane gatunki
- P. caudata (Róndani, 1859)
- P. erythrostoma (Hartig, 1838)[2]
- P. heraclei (Meigen, 1824)[1][2]
- P. hirta (Bigot, 1880)
- P. magnicornis (Zetterstedt, 1838)[1][2]
- P. nemea (Meigen, 1824)[1][2]
- P. patruelis Mesnil, 1953[3]
- P. pecosensis (Townsend, 1926)[4]
- P. prima (Brauer & von Bergenstamm, 1889)
- P. semicaudata Herting, 1959
- P. setifacies (Villeneuve, 1910)
- P. tenebrata Herting, 1977
- P. unicolor (Villeneuve, 1908)
- P. vulgaris (Fallén, 1810)[1][2]